# Ahmed al-Tarabulsi
Ahmed al-Tarabulsi (arabisch أحمد الطرابلسي, DMG Aḥmad aṭ-Ṭarābulusī; * 22. März 1947) ist ein ehemaliger kuwaitischer Fußballnationaltorhüter.

## Karriere

### Verein
Mindestens von der Saison 1974/75 bis zur Saison 1982/83 spielte er beim Al Kuwait SC, mit welchem er in den Saisons 1976/77 und 1978/79 die kuwaitische Meisterschaft gewinnen konnte. Ebenso gewann er von der Saison 1975/76 bis 1977/78 sowie dann erneut 1979/80 jeweils den Kuwait Emir Cup.

### Nationalmannschaft
Sein belegbar erstes Spiel für die Nationalmannschaft war in der Qualifikation zur Weltmeisterschaft 1974 eine 2:1-Niederlage gegen die Mannschaft aus Syrien. Ebenso wurde er in den Qualifikationsspielen zur Weltmeisterschaft 1978 sowie 1982 eingesetzt. Bei letzterer Runde gelang der Mannschaft zudem auch noch die Qualifizierung zur Endrunde. Hier wurde er auch in allen drei Spielen der Gruppenphase eingesetzt, wovon einzig das Spiel gegen die Tschechoslowakei nicht verloren wurde.
Bei den Olympischen Spielen 1980 in Moskau stand er im Kader der Auswahl von Kuwait. Dort stand er auch in allen drei Gruppenspielen sowie bei der 1:2-Niederlage im Viertelfinale gegen die Sowjetunion zwischen den Pfosten.